# Fatima Siad
Fatima Siad, född 17 december 1986 i Somalia, är en fotomodell. Hon blev känd år 2008 då hon var med i den tionde säsongen av America's Next Top Model där hon kom på en tredjeplats. Hon har mörkt brun hår och mörk bruna ögon och är 177 cm lång.